# Cribrilaria radiata
Cribrilaria radiata är en mossdjursart som först beskrevs av Karl von Moll 1803.  Cribrilaria radiata ingår i släktet Cribrilaria och familjen Cribrilinidae. Inga underarter finns listade i Catalogue of Life.